# Гуну-Гая
Гуну-Гая (фр. Gounou-Gaya) — город и супрефектура в Чаде, расположенный на территории региона Восточное Майо-Кеби. Административный центр департамента Каббия.

## Географическое положение
Город находится в юго-западной части Чада, на левом берегу реки Кабия (приток реки Майо-Кеби), на высоте 508 метров над уровнем моря.
Населённый пункт расположен на расстоянии приблизительно 274 километров к юго-юго-востоку (SSE) от столицы страны Нджамены.

## Население
По данным официальной переписи 2009 года численность населения Гуну-Гаи составляла 112 842 человека (53 664 мужчины и 59 178 женщин). Население супрефектуры по возрастному диапазону распределилось следующим образом: 50,9 % — жители младше 15 лет, 44,7 % — между 15 и 59 годами и 4,4 % — в возрасте 60 лет и старше.

## Транспорт
В северной части города расположен небольшой Гуну-Гая.